# CinemaScope
Синемаско́п, Синемаско́п-35 (англ. CinemaScope) — широкоэкранная анаморфированная кинематографическая система, основанная на использовании стандартной 35-мм киноплёнки. Система использовала одноимённые анаморфотные объективы для съёмки и проекции изображения на экран шириной до половины длины кинозала. Формат разработан президентом кинокомпании «XX век Фокс» Спиросом Скурасом и применялся с 1953 до 1967 года. Он стал основой для большинства других систем с анаморфированием, существующих до сегодняшнего дня.
«Синемаскоп» является одновременно производственным и прокатным форматом, то есть с негатива возможна контактная печать совмещённых фильмокопий такого же формата.

## История создания
Формат «Синемаскоп» был создан во времена «широкоэкранного бума», когда быстрое развитие телевидения в США привело к резкому снижению доходов кинопроката. Панорамный кинематограф, появившийся годом ранее, произвёл огромное впечатление на публику, возродив её интерес к кинотеатрам. Однако, присущие панорамной «Синераме» недостатки, включавшие дороговизну, общую техническую сложность и значительные ограничения при съёмках постановочных фильмов, препятствовали массовому распространению. Повторяя в упрощённом виде основные особенности «Синерамы» — широкий экран и многоканальный звук — «Синемаскоп» был лишён большинства её проблем за счёт использования одной киноплёнки вместо трёх и специального анаморфотного объектива для съёмки и проекции. Конструкция такого объектива, изменяющего пропорции изображения, под названием «Гипергонар» была разработана в 1927 году французом Анри Кретьеном на основе открытий Эрнста Аббе, сделанных ещё в XIX веке. Оптическая система, предложенная Кретьеном, состояла из обычного аксиально-симметричного («сферического») объектива и анаморфотной насадки с двумя цилиндрическими компонентами.
20 мая 1930 года в одном из парижских кинотеатров состоялась премьера фильма «Возникновение огня» (фр. Construire
un feu), снятого при помощи этого объектива режиссёром Клодом Отан-Лара. Однако, объектив не нашёл тогда массового применения, поскольку страдал серьёзным недостатком: при изменении расстояния до объекта съёмки требовалось не только заново фокусировать сферические линзы, но и дополнительно изменять расстояние между цилиндрическими компонентами насадки. В противном случае изображение на киноплёнке получалось нерезким. Новая киносистема Кретьена, презентация которой состоялась 18 декабря 1952 года в Париже, носила название «Анаморфоскоп» (англ. Anamorphoscope). После покупки кинокомпанией 20th Century Fox прав на изобретение, «Гипергонар» был усовершенствован оптической фирмой Bausch & Lomb, получив общий механизм фокусировки основного объектива и анаморфотной насадки, объединённых в анаморфотный блок. Доработанному оптическому устройству и новому формату было присвоено торговое название «CinemaScope». По условиям контракта Кретьен получал один доллар с каждого проданного объектива этой системы.
Анаморфирование позволяет записывать широкоэкранное изображение на кадре с традиционным соотношением сторон, что даёт возможность использования одной стандартной 35-мм киноплёнки и массовых моделей кинопроекционного оборудования.
В отличие от других форматов, использующих сферическую оптику, изображение на анаморфированном кадре сжато по горизонтали. При проекции используется анаморфотная насадка на сферический проекционный объектив или анаморфотный блок, возвращающий изображению нормальные пропорции на экране увеличенной ширины. Использование анаморфирования даёт преимущества перед другой широкоэкранной технологией с применением кашетирования. Кашетированные форматы, появившиеся тогда же, гораздо менее эффективно используют площадь киноплёнки, оставляя широкие межкадровые промежутки, которые тем шире, чем больше соотношение сторон экрана. Качество негативных киноплёнок тех лет сказывалось на зернистости экранного изображения, которая у кашетированных фильмов было гораздо заметнее, чем у картин, снятых по системе «Синемаскоп», потому что кадр последнего занимал почти всю высоту стандартного шага в 4 перфорации и превосходил по площади даже классический.
Первоначально предполагалось, как и в «Синераме», использовать для изображения и звука раздельные носители: фонограмма должна была записываться на синхронизированной 35-мм магнитной ленте. Отсутствие оптической фонограммы на фильмокопии позволило бы занять изображением весь «немой кадр» 18×24 мм.
В таком случае соотношение сторон экрана при двукратном анаморфировании кадра 1,33:1 составило бы 2,66:1. Первый фильм «Плащаница», ставший экспериментальным, снимался именно в таком формате, поскольку окончательные параметры системы находились в этот момент в разработке. Однако появление технологии нанесения магнитных дорожек на киноплёнку изменило первоначальные планы: отдельный магнитофон, который нужно синхронизировать с кинопроектором, усложнил бы прокат фильмокопий и уменьшил бы потенциальную аудиторию. Был разработан новый вариант системы с совмещённой фонограммой, который и был утверждён в качестве стандарта: четыре магнитных дорожки снаружи и изнутри перфораций незначительно уменьшили ширину кадра, который теперь давал после анаморфирования изображение с соотношением сторон 2,55:1.
Чтобы освободить дополнительное место для этих дорожек, позитивная плёнка снабжалась более узкой перфорацией, получившей обозначение «CS» — CinemaScope. Одним из первых фильмов, снятых системой «Синемаскоп», стала комедия с участием Мерилин Монро «Как выйти замуж за миллионера», а первым фильмом, вышедшим на экраны, стала 16 сентября 1953 года «Плащаница», но первые демонстрации отрывков кинокартин, снятых по новой системе, состоялись ещё 18 марта в Лос-Анджелесе. Успех был так велик, что уже в апреле более 1500 кинотеатров США и Европы разместили заказы на новую аппаратуру. Однако стоимость переоборудования, доходящая до 22 000 долларов, останавливала многих кинопрокатчиков от внедрения новой системы, в результате чего в 1955 году фонограмма была адаптирована к стандартным кинопроекторам. К магнитным была добавлена одноканальная оптическая дорожка, расположенная на своём «законном» месте, как и в классическом формате. Комбинированная фонограмма называлась в обиходе «магнитооптической» (англ. Magoptic), и её появление привело к дальнейшему сужению кадра и изменению соотношения сторон экрана, ставшему привычным и дошедшим до наших дней: 2,35:1.
Широкое распространение «Синемаскопа» и обнаружившиеся недостатки магнитных фонограмм подтолкнули к возрастанию потока фильмокопий только с оптической дорожкой нормальной ширины и обычной перфорацией. В начале 1960-х годов большинство проблем, характерных для объективов «Синемаскоп» производства Bauch & Lomb, были устранены компанией Panavision, выпустившей собственную линейку киносъёмочной оптики. Конструкция новых объективов отличалась от оптики Bauch & Lomb, давая постоянный коэффициент анаморфирования 2,0×, независимо от дистанции фокусировки. Увидев тестовые съёмки, большинство киностудий перешло на оптику Panavision. Первый фильм «Дыра в голове» под торговой маркой Panavision вышел на экраны 15 июля 1959 года. К 1967 году даже «Фокс» начал маркировать выпущенные картины брендом Panavision-35, отказавшись от оригинального названия. Последними фильмами, снятыми оптикой Bauch & Lomb, в 1966 году стали «Двойник Флинта» и «Каприз». В дальнейшем торговая марка CinemaScope несколько раз использовалась в маркетинговых целях для картин, отснятых объективами Panavision. Это касается вышедших в 2000-х годах фильмов «К чёрту любовь!», «Титан: После гибели Земли» и «Анастасия» и фильма 2016 года «Ла-Ла Ленд».

## Техническое описание
«Синемаскоп» использовал поперечное расположение кадра размером 23,8×18,67 мм на 35-мм негативной киноплёнке. Стандартная частота съёмки и проекции — 24 кадра в секунду. Съёмка фильмов могла производиться любыми 35-мм киносъёмочными аппаратами с кадровой рамкой увеличенной высоты и анаморфотным блоком (объективом) стандарта «Синемаскоп». Основным вариантом фильмокопий считался формат с магнитной фонограммой, отпечатанный на киноплёнке с «квадратной» перфорацией CS. Размер кадра такого позитива составлял 23,16×18,16 мм, давая на экране изображение с соотношением сторон 2,55:1 при использовании оптики с коэффициентом анаморфирования 2,0×. Четыре магнитных дорожки наносились попарно на наружный край киноплёнки за перфорацией и между перфорацией и изображением. Три из них занимали в ширину 1,6 мм, а четвёртая — 0,74 мм. Дорожки обеспечивали три обычных канала звукозаписи и один — эффектный, на котором были записаны звуковые эффекты и служебные метки, позволявшие автоматически выбирать для воспроизведения громкоговорители, расположенные вокруг зала.
Три акустических системы, воспроизводящих обычные каналы, располагались за экраном в его центре и по краям. Для эффектов «звукового окружения» по бокам и сзади зала располагались ещё несколько громкоговорителей. Таким образом обеспечивалась дополнительная объёмность звука, следующего за изображением на экране. Стандартное смещение такой фонограммы на 28 кадров было противоположным оптической: она отставала, а не опережала изображение. Кинопроекторы для демонстрации таких фильмокопий дополнительно оснащались магнитным звукоблоком, располагавшимся выше кадрового окна и объектива.
Формат предусматривал съёмку только цветных фильмов категории «А». Однако киностудии несколько лет выпускали чёрно-белые кинокартины категории «B», снятые по тем же стандартам, но обозначенные как формат «Регалскоп» (англ. RegalScope).
Кроме основного варианта были разработаны ещё два, впоследствии заменившие первоначальный формат. Наиболее универсальным считался стандарт фильмокопий с такой же перфорацией и дополнительной фотографической фонограммой шириной 1,27 мм, отпечатанной между вспомогательным магнитным каналом и изображением. Необходимость резервирования места под оптическую дорожку привела к сужению кадра до размера 21,95×18,6 мм и уменьшению соотношения сторон экранного изображения до 2,35:1. Размеры кадровой рамки кинопроектора составляли 21,3×17,78 мм. Такие фильмокопии были пригодны в том числе для кинотеатров, не оснащённых многоканальной звуковоспроизводящей системой и с кинопроекторами без магнитного звукоблока. Третий вариант, изображённый на рисунке, предусматривал такой же размер кадра, но печатался на киноплёнке с обычной перфорацией Kodak Standard (KS) и одноканальной оптической фонограммой нормальной ширины 2,54 мм. Полному переходу на такой формат способствовало развитие широкоформатного кинематографа с шестиканальной магнитной фонограммой: при необходимости фильм мог быть «увеличен» до широкого формата с высококачественным звуком или отпечатан контактным способом на 35-мм киноплёнке с оптической звуковой дорожкой. Однако, главной причиной отказа от магнитооптической фонограммы 35-мм фильмокопий во всём мире стала их нестандартная перфорация, приводящая к многочисленным сложностям при печати, обработке и прокате, а также при изготовлении киноплёнки.

## Клоны «Синемаскоп»
Сразу же после представления системы «Синемаскоп», компания 20th Century Fox для распространения новой технологии предложила остальным киностудиям купить на неё лицензию. Новинку быстрее всех оценили студии Уолта Диснея и Metro-Goldwyn-Mayer, снявшие в новом формате соответственно картины «20 000 льё под водой» и «Рыцари Круглого стола». Вскоре к ним присоединились Warner Bros., Universal и Columbia Pictures. Студия Paramount Pictures предпочла снимать фильмы по собственной широкоэкранной системе «Виставижн». Во Франции и её колониях, согласно контракту, распространением широкоэкранной технологии «Анаморфоскоп» занимался сам Кретьен, возглавивший оптическую компанию S.T.O.P. — фр. Société Technique Optique de précision. Другие кинопроизводители сочли анаморфотные блоки «Синемаскопа» слишком дорогими и разместили заказы на производство их аналогов в других компаниях. Это привело к появлению многочисленных «клонов» широкоэкранной системы «Фокс» (в том числе и на Warner Bros.), отличающихся от прототипа, главным образом, оптикой других брендов. Остальные параметры совпадали или отличались незначительно, с учётом текущих модификаций самого оригинала.
Разные версии системы «Синемаскоп» обеспечивали соотношение сторон экрана от 2:1 до 2,55:1.
Несмотря на многочисленные достоинства, анаморфирование породило большие проблемы при съёмке актёрских крупных планов из-за характерного искажения, получившего название «гримасы» (англ. Anamorphic mumps). Коэффициент анаморфирования на разных дистанциях фокусировки объектива оказался непостоянным и при съёмке вблизи меньше, чем на «бесконечности». Кроме того, коэффициент зависел от наклона световых пучков к оптической оси анаморфота. Это приводило к тому, что предметы, снятые крупным планом, на экране выглядели шире, и этот эффект изменялся от центра кадра к его краям. Артефакт так уродовал лица, что в первое время кинооператоры вообще избегали крупных планов и старались не помещать актёров в центре кадра, где искажения были максимальны.
Американская компания Panavision внесла огромный вклад в развитие системы «Синемаскоп», разработав анаморфотные блоки для съёмки, избавляющие от большинства артефактов такой оптики, в том числе от «гримас». Оборудование Panavision стало настолько массовым, что стандарт «Синемаскоп» после всех его трансформаций стали называть «Панавижн-35» (англ. Panavision 35) или просто «Панавижн».
В СССР был разработан свой анаморфированный стандарт, получивший отечественное название «широкоэкранный» («Широкий экран»), а за рубежом известный как SovScope. Основные параметры советской системы совпадали с системой «Синемаскоп», поэтому иностранные фильмы, снятые в этом и подобных форматах, выходили в советский кинопрокат на широкоэкранных фильмокопиях.

### Список вариаций системы «Синемаскоп»[41][47]
- «Агаскоп» (AgaScope, Швеция и Венгрия)
- «Аррископ» (ArriScope, версия Arriflex)
- «Варвикскоп»[* 1] (Warwickscope, Великобритания)
- «Вистарама» (Vistarama, Нидерланды)
- «Грандскоп» (Grandscope, Япония)
- «Дайескоп» (Daiescope, Япония)
- «Джей-Ди-Си скоп» (J-D-C Scope, буквально Joe Dunton Camera)
- «Диалископ» (Dyaliscope, Франция)
- «Евроскоп» (Euroscope, Франция)
- «Мегаскоп» (Megascope, Великобритания)
- «Натурама» (Naturama, США)
- «Никкатсу-скоп» (Nikkatsu Scope Япония)
- «Панавижн» (Panavision, США)
- «Панорамика» (Panoramica, Италия)
- «Регалскоп» (Regalscope, чёрно-белый «Синемаскоп»)
- «Синепанорамик» (Cinepanoramic, Франция)
- «Синескоп» (Cinescope, Италия)
- «Спейсвижн» (Space-Vision, 2.35:1 в 3-D)
- «Спектраскоп» (Spectrascope)
- «Суперсинескоп» (SuperCinescope, Италия)
- «Супертоталскоп» (SuperTotalscope, Италия)
- «Техновижн» (Technovision, Италия)
- «Todd-AO 35» (США)
- «Тоталвижн» (Totalvision, Италия)
- «Тоталскоп» (Totalscope, Италия)
- «Тохоскоп» (Tohoscope, Япония)
- «Тоэйскоп» (Toeiscope, Япония)
- «Ультраскоп» (Ultrascope, Германия)
- «Уорнерскоп»[* 1] (WarnerScope, США)
- «Франскоп» (Franscope, Франция)
- «Хаммерскоп» (Hammerscope[* 1], Великобритания)
- «Широкий экран» (Sovscope, советская широкоэкранная система)
- «Шоускоп» (Shawscope, Гонконг)

## «Синемаскоп» в западной культуре
Простая и доступная система широкоэкранного кино, которой стал «Синемаскоп», позволила вернуть в кинотеатры публику, привлечённую развивающимся телевидением. В отличие от панорамных систем, мало пригодных для съёмки художественных фильмов, «Синемаскоп» оказался способным полноценно заменить классический формат, став массовым. Новые размеры экрана и стереозвук настолько изменили представление о кинематографе, что стали не просто новой технологией, а явлением западной культуры. Слово «Синемаскоп» стало синонимом яркого образа и обязательным атрибутом мюзиклов и вестернов. В фильме «Шёлковые чулки» герои Фреда Астера и Дженис Пейдж поют: «Каждый хочет захватывающий „Синемаскоп“, славный „Техниколор“ и стереофонический звук!» (англ. everyone wanted breathtaking CinemaScope, glorious Technicolor and stereophonic sound).
В песне Пола Маккартни «Однажды давно» (англ. Once Upon a Long Ago) с альбома Back on My Feet есть строки: «Его лицо начинает растворяться в тени/и наши картины сделаны в славном „Синемаскопе“» (англ. His face starts to fade as we pull down the shade/And the picture we made is in glorious CinemaScope).
В кинематографической среде появилось слово «синемаскопический» (англ. cinemascopic), обозначающее широкоэкранное изображение с близким соотношением сторон и похожим оптическим рисунком. Английское жаргонное слово «Скоуп» (англ. Scope) употребляется применительно к любой киносистеме с анаморфированным кадром 2,35:1, в том числе в цифровом кино. Современный стандарт Scope кадра цифрового кинематографа ведёт своё происхождение именно от формата «Синемаскоп», впервые использовавшего такое соотношение сторон экрана, хотя в цифровом кино анаморфирование почти не применяется.